# Лажљивица
Лажљивица је југословенски филм из 1965. године. Режирао га је Игор Претнар, а сценарио је написао Драгослав Илић.

## Улоге
| Глумац             | Улога         |
| ------------------ | ------------- |
| Душан Антонијевић  | Стриц         |
| Данило Бенедичич   |               |
| Руса Бојц          |               |
| Ангелца Хлебце     | Бранкина мама |
| Јанко Хочевар      |               |
| Лидија Козлович    |               |
| Борис Краљ         |               |
| Марија Мастнак     |               |
| Снежана Михајловић |               |
| Вера Мурко         |               |
| Мајда Потокар      | Бранка        |

Остале улоге  ▼
| Глумац                   | Улога   |
| ------------------------ | ------- |
| Ирена Просен             | Ранка   |
| Аленка Ранчић            |         |
| Сава Северова            |         |
| Вера Шипова              | Беба    |
| Франек Трефалт           |         |
| Данило Турк              |         |
| Велимир Бата Живојиновић | Бониван |
| Иво Зор                  |         |